# Kollagen-Typ 14α1
Kollagen Typ XIV, alpha 1 ist ein fibrillenassoziiertes Kollagen, das vom Gen COL14A1 codiert wird. Es bildet Homotrimere, die wiederum Kollagenfibrillen vom Typ XIV formen.

## Eigenschaften
Typ XIV Kollagen spielt eine Rolle bei der adhäsiven Integration von Kollagenfaszikeln. Es wird mit der Oberfläche von interstitiellen Kollagenfibrillen assoziiert, das durch die COL1-Domäne repräsentiert wird. Die COL2-Domäne dient als rigider Arm, das aus der Fibrille herausragt und die große N-terminale, globuläre Domäne in den Extrazellulärraum befördert, sodass es mit anderen Matrixmolekülen und Zelloberflächenrezeptoren interagieren kann. Die erste elongierte Fibronectin Typ III-Domäne bewirkt die Dormanz und die Differenzierung von Fibroblasten und Präadipozyten. Außerdem ist COL14A1 während der embryonalen Entwicklung in der Basalmembran präsent. Das Protein COMP ist in der Lage, sich an Kollagen Typ XIV mithilfe der C-terminalen kollagenen Domäne zu binden. Dadurch kann vermutet werden, dass die Bindung mit COMP zur Stabilisierung der Kohäsion zwischen der Dermis und der Basalmembran dient.
Mutationen im Gen COL14A1 können zur Punktierten Palmoplantarkeratose führen.